# Give My Heart a Break
Give My Heart a Break è un singolo della cantautrice svedese Cazzi Opeia, pubblicato il 2 marzo 2024 su etichetta discografica Starchild Production.

## Descrizione
Con Give My Heart a Break la cantautrice ha preso parte a Melodifestivalen 2024, la competizione canora svedese utilizzata come processo di selezione per l'Eurovision Song Contest. Essendo risultata la seconda più votata dal pubblico fra i sei partecipanti alla sua semifinale, ha avuto accesso diretto alla finale, dove si è piazzata al 4º posto su 12 partecipanti con 87 punti totalizzati.

## Tracce
Testi e musiche di Ellen Berg, Jimmy Jansson, Cazzi Opeia e Thomas G:son.
1. Give My Heart a Break – 3:03

## Classifiche

### Classifiche settimanali
| Classifica (2024) | Posizione massima |
| ----------------- | ----------------- |
| Svezia            | 7                 |